# 神次元ゲイム ネプテューヌV
『神次元ゲイム ネプテューヌV』（かみじげんゲイム ネプテューヌビクトリィー）は、コンパイルハートより2012年8月30日に発売されたPlayStation 3用ロールプレイングゲームソフト。2011年8月18日に発売された『超次元ゲイム ネプテューヌmk2』の続編にあたる。前作同様キャラクターデザイン及び原画はイラストレイターのつなこが担当している。
なお、本作のリメイク版であるPlayStation VitaおよびMicrosoft Windows用ソフト『神次次元ゲイム ネプテューヌRe;Birth3 V CENTURY』（かみじじげんゲイム ネプテューヌリバーススリー ビクトリィーセンチュリー）も本記事で扱う。
『Re;Birth3』はPlayStation Vita版は2014年12月18日に発売。Microsoft Windows版は海外版が2015年10月31日、日本版が2016年10月27日に発売。Nintendo Switch版は2024年5月23日に発売予定で、同日には、シリーズ作品の『超次次元ゲイム ネプテューヌRe;Birth1』と『超次次元ゲイム ネプテューヌRe;Birth2 SISTERS GENERATION』をセットにした『ネプテューヌ Re;Birth123 トリプルパック』も発売予定。PlayStation 4版はダウンロード専用ソフトとして発売予定。
以下、本項内では、企業等の実在する名称とゲーム内の固有名詞で同一のものが登場した場合、特に断りがない限りゲーム内での固有名詞を示す。

## 概要
本作は『mk2』の正当な続編であり、主人公はネプテューヌである。ただし主な舞台は前作の「超次元」のゲイムギョウ界ではなく「神次元」のゲイムギョウ界であり、ノワールら三女神は並行存在でプラネテューヌには別の女神がいる。メタ発言の数は前作以上となっており、敵も味方もモブキャラクターもかなりの頻度で発言する。
また、今作からイベントシーンの演出が『圧倒的遊戯 ムゲンソウルズ』と同じになっている。

## ストーリー
『mk2』で犯罪神マジェコンヌを打倒してから数年後。女神たちは平和でダラけきった生活を満喫していた。しかしそんなある日、ネプテューヌは「反女神派」の代表であるキセイジョウ・レイの手で、異なる次元の世界へと飛ばされてしまう。彼女が降り立ったのは、G.C.（ゲイムギョウカイ歴）1989のゲイムギョウ界だった。そこは元いたG.C.2012とは似ているようでどこか異なる世界。今、2つの世界を巻き込んだ、女神たちの新たな戦いが始まる。

## システム
ディスクメイク
本作のディスク要素は魔法ではなく、プレイヤー自力で作成可能なアクセサリーである（元の装飾品とは別物）。
ある条件で入手したさまざまのブランクディスク（名前の由来は歴代の記憶媒体をもじったもの。直球のものもある。）に、赤・青・黄の3カテゴリのアイディアチップをセットすることによって完成。使用したアイディアチップで効果が変化する。ブランクディスクは種類によって各カテゴリで実装できるアイディアチップのレベルが異なっており、3カテゴリ全て実装できないものもある。
3つのカテゴリでそれぞれ効果の傾向は決まっており、同一系統の効果を重複させることはできない。また、アイデアチップには1〜5までのレベルが存在しており、同じ効果でもレベルが高いほうが当然いい結果が得られる。
特定のアイディアチップの組み合わせでは「神ゲー」または「ダメダメゲー」に認定され、追加アビリティを得る（「ダメダメゲー」は悪影響のアビリティ）。特定の神ゲー専用の効果もある。
神ゲーまたはだめだめゲーの組み合わせと作成後メッセージの由来は、実在するゲームの特徴から。
このシステムはRe;Birthシリーズと超女神信仰ノワールでも使用している。

### V
これは前作とおなじく戦闘はターンシステムだが、HPとSPの上限増加、SP定義の変更、AP制の廃止、リリィシステムは全ての組合わせを対応など、改良点が多い。
見聞者
見聞者（仲間になったゲハピクと一部のサブキャラクター）を各ダンジョンに派遣することで、アイテムやクレジットを得たり、隠しダンジョンを発見したり、ダンジョン内に変化を起こすシステム。採取物を敵のドロップアイテムや貴重なアイディアチップに変化することも可能。
一部の合成素材と隠しモンスター（上位危険種と接触禁止種）は、見聞者を派遣しないと発見できない。採取物と隠しモンスターの変化内容は、ダンジョンのフラグ（文字通りの旗）の状態によって決まる。2エリアあるダンジョンでは、フラグの状態は兼用。
成果は報告を聞く時点でランダム変化する。「ダンジョン変化」（倍率変化、採取物変化、敵配置変化）の報告は「信じる」を選ぶと起動（起動できるのは一種類の変化のみ。新たに「信じる」と上書きされる。）、その中の「倍率変化」は増加だけではなく減少する場合もある。
ロストプレイスという場所を発見してくる場合もあり、その際は既定のアイテムが入手できる。この報告を信じるか否かで発見できるロストプレイスが変化し、入手アイテムも変化する。ロストプレイスはどこか見覚えや聞き覚えのあるデザインや場所名である。
見聞者は何かしら発見をすると経験値が溜まり、レベルアップする。これにより、5つのパラメータが上昇し発見できる確率が上がったりする。キャラクターによってどの能力が上がるかは決まっており、例えばアイエフなどは運が全く上がらない。
選択時に投入金額を指定することができ、これにより発見してくるアイテムの質やクレジット額が変化する。最大値である10万をかけないと入手できないものもある。失敗すれば完全に無駄になってしまう。
エグゼドライヴゲージ
全メンバー共有の必殺技ゲージ、攻撃を行ったり攻撃を受けたりすることで、ゲージが蓄積する。ゲージ上限はメインシナリオが進むと増える。ダンジョンに入る度にリセットされるものの、戦闘終了後に持ち越すことが出来ようになった。
エグゼドライヴ（ネプテューンブレイクなどの必殺技）だけではなく、カップリングスキルとフォーメーションスキルの際もゲージを消費し、2または4ゲージ消費の技も存在する。カップリングスキルは前衛と後衛、フォーメーションスキルは前衛メンバーに規定のキャラクターが存在しないと使えない。また、どちらも参加者が同じ形態であることが条件。
EXフィニッシュとリリィシステムの援護攻撃も、エグゼドライヴゲージが溜まった時のみ使用可能だが、消費はなし。どちらも、ゲージのチャージ状況によって使用できる技が違う。
このシステムは『Re;Birth1』と『Re;Birth2』でも使用している。
クロスレビュー
ストーリーを進めると、章終了時にクエストクリア率、シェア、見聞者派遣回数、モンスター撃破数をそれぞれ10点満点で採点する。元ネタは『ファミ通』のクロスレビューで、採点者も元ネタのスタッフがそのまま使われている。
高得点の場合、上記のブランクディスクに必要なアイテムなど、貴重なものがもらえる（入手できる必要アイテムは、これでしか手に入らないわけではない）。
『Re;Birth3』では廃止された。

### Re;Birth3
バトルシステムの変更
- エグゼドライヴゲージが削除され、代わりにSPが『mk2』に近い仕様に戻る（溜まったSPはリセットされない）。
- 遠距離戦タイプ通常攻撃の射程範囲がコンフィグで変更可能になった。デフォルトではスキルのように円形範囲内の目標を選択できる。
- 単体エグゼドライブの習得条件が厳しくなり、SP消費量も多くなった。
- 通常攻撃コンボは最大5段+EXフィニッシュが追加された。
- クリエイターソード稲船をはじめとするコラボスキルが廃止された。

隠し宝箱
宝箱は『スーパーマリオブラザーズ』の隠しブロックのようなものに変更され、開ける方法も「ジャンプして下から当てる」。トレジャーサーチは削除されたが、色と影が隠されてないため視認することも可能。
見聞者、フラグ
内容が近いオリジナルシステム「なりゆき☆ダンジョン」に統合された。フラグは削除、見聞者はステラのパートナーに。
もしステラがダンジョンで力尽きると、選ばれた見聞者は力尽きた場所に取り残されてしまい（使用不可能に）、次回その場所を攻略した際に生還すれば救出できる。
追加キャラクター
5pb.、ケイブ、RED、大人アイエフ、大人コンパ、各国教祖が無料DLCで追加される。

## 登場人物
前作に引き続き名前の変更は不可。女神は人間名を呼び合っているが、女神名を使うシーンも増えている（会話シーンと敵仕様の名前など）。
また、初代のサブキャラクター、フィナンシェ（当時のブランの副官役）はゲハピクと見聞者として登場、外見は漫画『めがみつうしん』と同じくメイド風。

### 超次元ゲイムギョウ界（G.C.2012）
『mk2』本来の世界。こちら側のノワール、ブラン、ベールも序章などのシナリオで登場する（戦闘には参加しない）。イストワールはストーリー中でも度々登場する。
ネプテューヌ / パープルハート
声 - 田中理恵
本作の主人公。
超次元のプラネテューヌの守護女神。謎の力を手に入れたこちら側のキセイジョウ・レイに神次元に転移され、さらに女神化能力も失ってしまう（女神化の条件が超次元と違うため）。
ストーリー序盤で女神化能力を取り戻す。微妙に見た目が変化している（戦闘グラフィックは変化していない）。
ボケたりパロディ全開の行動が多いのは相変わらずだが、変身後はノワールとプルルートが共に暴走しやすい性格のため、変身前と後ではノワールとの立ち位置が逆転する。変身前は、放っておくとプルルートと一緒にボケ続ける。明るく元気な性格で、天然で人間関係の構築に長けている。
その時点でただの人間になっていたにも拘らず超高空から落ちても傷一つつかないなど、補正が掛かっているらしい（主人公補正という技がある）。
単体エグゼドライブは「ネプテューンブレイク」「ハード:ネプテューヌ」。また、彼女のみ、あらゆる女神をハードフォームという武器形態にシフトさせる｢ファイナルハードフォーム｣と呼ばれる合体攻撃が可能。
『V』のみ、｢クリエイターソード稲船｣｢ドンナハンダンダノヴァ｣「アトランジャー召喚」（レジェンドセブンイベント）と｢夢幻戦士ヴァリス｣（DLC）を習得可能。
ハードフォームは「戦闘機」。本作で使用する多弾頭ミサイルのほか、ビーム砲なども使える。
怠け過ぎた結果邪神を滅ぼせるレベルからレベル1に戻るほど面倒くさがりで、超次元・神次元両方のイストワールを悩ませるが、能力自体はむしろ有能。前作ではイストワールを、今作ではノワールを、素早い仕事で驚かせると同時に何でいつもそうしないんだと呆れられる。神次元側のネプテューヌは、超次元側の彼女の普段の生活態度から「きっとどこかで野垂れ死んでいる」と言われてしまっていたが、実際は生存しており、ルート次第ではある大役を担当する。
ネプギア / パープルシスター
声 - 堀江由衣
ネプテューヌの妹で前作の主人公。
こちら側のイストワールが作った超次元への帰還ルートに誤って落っこちてしまい、神次元世界にやってきてしまった。
前作のとあるイベント同様、自分が無個性であることを気にしている。結果、影響を受けやすいという性格と相まって、その時々に応じてキャラ属性を習得するラーニングという特技を入手した（本人の意思とは無関係）。習得する際は、システムメッセージが表示される。ただし、腹黒属性など大概むしろ欲しくない属性である。
前作でも少し触れられたが、かなりメカオタク。ロボットと見るや分解しようとしたり、ネプテューヌのいうことさえ聞こうとしないほど夢中になったりなど、メカが絡むと常識人という数少ない個性が完全崩壊する。ただし、『mk2』と違って今回は色々役に立っている。
前作と違い、さまざまな逆補正が掛かっている。彼女を妹にしようとしているベールさえ、前作で主人公だったことを微塵も信じなかった。挙げ句、ゲハピクキャラにすらぞんざいな扱いを受けている。
変身後の姿は前作覚醒前のものに戻っているが、実際はライラックMk2（覚醒後の新型プロセッサユニット）を装備していないだけであり、しっかり装備が存在する。
上述の通り、中盤にメンバーとして正式参入する。
単体エグゼドライブは「プラネティックディーバ」。
『V』のみ、手塚治虫のキャラクターを召喚して回復・強化を行う｢愛と勇気と希望の光｣（レジェンドセブンイベント）と｢モンモンモンスター｣（DLC）を習得できる。
ハードフォームは「銃剣」。
ユニ / ブラックシスター
声 - 喜多村英梨
ノワール（G.C.2012）の妹。
ロム / ホワイトシスター
声 - 小倉唯
ブラン（G.C.2012）の妹。『Re;Birth3』の追加シナリオではカッコの中も言うようになった。
ラム / ホワイトシスター
声 - 石原夏織
ブラン（G.C.2012）の妹。
ユニ、ロム、ラムはグッドルートとトゥルールートでのみ仲間に加えることが可能。全員の通常攻撃が遠距離戦専用に変更されており接近戦は不得手であったが、『Re;Birth3』では攻撃範囲が強化された。彼女達の覚醒プロセッサユニットは初期装備ではなく、『V』ではDLC追加イベント『ベールさんのアイドルプロデュース』シリーズの特典で、『Re;Birth3』ではショップで発売される。
本編では立ち絵がなくフェイスウィンドウのみだが、『V』の追加イベントと『Re;Birth3』の追加シナリオでは立ち絵が用意されている（後者は『Re;Birth2』のものを使用する）。
神宮寺 ケイ
ラステイションの教祖。直接は登場しないが、ユニによると、教会以外の新しいビジネスに専念する模様。
西沢 ミナ
ルウィーの教祖。直接は登場しないが、ブラン姉妹によると、一人前の教祖になるため旅に出る模様。フィナンシェは彼女の部下（ゲハピク台詞より）。
箱崎 チカ
リーンボックスの教祖。直接は登場しないが、ベールによると、リーンボックス国外ハード工場のストライキを解決するために出張中とのこと。
三人の教祖はDLCとして参入、『V』では見聞者として、『Re;Birth3』では『Re;Birth2』と同じく戦闘に参加が可能。『ベールさんのアイドルプロデュース』シリーズでのチカは一応帰国した模様（相変わらず登場しないが）。

### 神次元ゲイムギョウ界（G.C.1989）
『V』の主舞台、1989はネプテューヌが転移された（一章）時点の年。モチーフは1980 - 1990年代のゲーム業界で、こちらの三女神のモデルも旧世代ハードに変更される他（歴代ハードをモチーフしたプロセッサユニットも無条件に入手可能）、新キャラクターのプルルート / アイリスハートが登場する。また、三女神以外一部の旧作キャラクターも神次元の並行存在として登場する。序盤一部のゲハピクも、過去に実在した会社（前作の墓場三人娘も開始時点では「存命」している）とゲーム雑誌をモチーフしているが、その運命はほぼ元ネタ通り。神次元は超次元と時間の流れが違い、神次元の1年＝超次元の1日である。また、女神になるには「女神メモリー」と呼ばれる菱形のアイテムが必要であり、女神にならないと国を作ることができない（国は元からあり、産まれた時から女神である超次元とは逆）。
女神メモリーはランダムにメモリーコアと呼ばれる場所に出現する。使用方法は判然としないが、少なくとも食べると効果を発揮する。素養がない場合、醜い化け物になってしまうと言われている。この化け物は、女神並みの耐久力を持っているらしく、かなり本気で攻撃しても倒しきれない。
プルルート / アイリスハート
声 - 花澤香菜
本作の新キャラクターにしてもう一人の主人公。愛称はぷるるん。
神次元のプラネテューヌの女神。 その外見通り、性格はのんびりほわほわの天然系であり考えが読みづらい。ノワールとは友達同士。女神になった理由は、メモリーコア付近にピクニックに行った際、間違って食べてしまったため。
趣味はぬいぐるみ作りとお昼寝。裁縫も得意である。ネプテューヌと同様、気が向いたときしか仕事をしないためこっちのイストワールに叱られることも多い。しかし、いざ仕事に励めば、真面目で堅実なノワールの書類ミスを指摘できるほど有能。ノワール曰く｢シェアを気にせず我が道を行く｣という運営状態らしく、新章が始まるたびに大抵シェアが最下位。職員も不要な仕事を嫌うなど真面目とは言い難い。しかし、女神が不真面目なことが周知という有様でなお最低限のシェアを維持できており、悪評の影響を受けづらい。落ち込んだりする時、｢ぷるーん…｣という発言をする。
女神化した際の見た目はネプテューヌ同様の元の姿と似つかない物へと変化する。プロセッサユニットは歴代セガハード風である（初期コスチュームはメガドライブ風）。
その性格は敵味方問わずいたぶることが大好きなサディスト。特にキレた時に変身した場合は、怒らせた対象はただでは済まない（作中でキレさせてしまったノワールやマジェコンヌは色々な意味でぶっ壊れてしまった）。ネプテューヌいわく「ドSぷるるん」。
それ故、変身することを止められているのだがストレスが溜まるらしく（ストレスが溜まると変身後の兆候が現れる）、ぬいぐるみに八つ当たりすることで解消している。この行動はとあるイベントでコンパ（赤ん坊）に知られてしまい、さらにスキルとして習得する。なお、変身後の兆候が出始めると、目元に影が差すようになる。
変身前後で性格が違うと言われるが、ノワールに対しては「いじめていいのは自分だけ」、ブランには「一度優しくした後に突き落とせば、いい顔で泣くかな」と発言するなど、実際は変身前も相当Sである。
ネプギア以外の最初の仲間であり、戦闘（回復役）と性格（天然）のポジションも、ある意味で旧作のコンパに近い。ただしプルルートは、早い段階で魔法攻撃スキルを習得でき、回復スキルも単体HP回復しかない。
変身前の武器はぬいぐるみで、イラストではネプテューヌのぬいぐるみを持っている（武器にも存在する）。変身すると武器が蛇腹剣になる。射程こそ近接タイプだが、INT(魔法攻撃力)が高い魔法使いタイプ。
単体エグゼドライブは「ぬいぐるみさんといっしょ」。女神化すると技自体が変化する。スキル名は総じてのんびりした感じがあり、変身後は一転真面目な名称に変化する。
『V』のみ、｢にゃんぴ｣（DLC）と｢悪党面顔面攻撃｣｢セクシャル加齢臭アタック｣（レジェンドセブンイベント）を習得する。
名前の由来はプルート（冥王星）。また、ネプテューヌ姉妹と同様モデルは「架空ハード」である。なお、アイリスとは虹（＝七色）を意味する。
ハードフォームは「戦闘機」。
ノワール / ブラックハート
声 - 今井麻美
並行存在のノワール。超次元ではラステイションの女神だが、初登場時点の彼女がまた女神ではないため、ラステイションも建国されておらず妹も存在しなかったことにされている。モデルは初代PlayStationに変更されている（ただし初代PlayStationは黒くない）。こちらでもコスプレ趣味は健在。
本作での服装はへそ出しで、全体的に黒と青色の衣装を纏っている。これはプルルートのお手製であり、「女神になったらこういう服を着たい」という意見を反映しているとの事。
プルルートと友達である（このことに関してはネプテューヌは驚愕している）上に、彼女と共にネプテューヌと邂逅する、神次元にやってきたネプテューヌとネプギアの下敷きになっているなど、妙にプラネテューヌとの縁が深い。
前2作のノワールも女神組のツッコミ役だったが、苦労さは元のノワール以上である。ただし、調子に乗ると空気が読めなくなるタイプで、相手が反論してこない状態だと加減せず一方的にまくしたてるため、周囲の反感を買うことが度々ある（そして、ろくなことにならない）。逆に煽り耐性は低く、受け身に回ると弱い。
当初から女神になることを強く望んでおり、私服も女神を意識してデザインしたもの。
真面目な努力家で、理想も高いためにだらけまくりのプルルートらに憤慨することも。自分もまた高い理想を求められており、エディンに負け越した際は職員に幻滅されている。あまり機転が利く方でもなく、ネプテューヌに面と向かってバカと言われる始末。
驚いた時などは「のわー！」という奇声を発する。
変身後は性格と気分がハイテンションになり、ツッコミを放棄したり悪ノリもする。女神化した際は灰色中心となり、ツインテールもそのままである（ただし変身後の声は前作までより低くなっている）。PlayStation 3をモチーフしたプロセッサユニットも存在するが、デザインは超次元と異なり、最終的に入手できるものはビキニタイプである。
ネプギア以外の最初の仲間であり、戦闘（バランスタイプ）と性格（ツッコミ役）のポジションも、ある意味で旧作のアイエフに近い。ただし、序盤から中盤にかけては度々パーティから離脱する。なお、変身後は、『ワイルドアームズ セカンドイグニッション』に登場する｢ナイトブレイザー｣絡みのネタが顕著になっている。
『V』のみ、｢RELICS｣（DLC）と｢クリエイタードリル遠藤｣｢超文明創造 ラ・ヴァルナ｣（レジェンドセブンイベント）を習得できる。
単体エグゼドライブは「インフィニットスラッシュ」。本作では攻撃の後半にトルネードソードを使用する。
ハードフォームは「大剣」。
ブラン / ホワイトハート
声 - 阿澄佳奈
神次元のルウィーの女神であり、並行存在のブラン。モデルはファミリーコンピュータ に変更されている。女神化形態も白と赤が混じった体操着風となっている。Wiiをモチーフしたプロセッサユニットも存在するが、こちらのデザインも体操着風に変更されている。
プルルートが女神になる前は大陸で唯一の女神であった。口数が少なく、キレると怖い性格は超次元における彼女と同じであり、新国家と新女神の存在を危惧している。さらに長年女神は自分だけしかいなかったので知らなかったが、彼女だけが女神化してもある部位が成長しないことを知り、ショックを受ける。そのため、ベールやイエローハートに対しては殺意を剥き出しにすることも。
いわく、好きで女神になったわけではないらしい。イストワールのような存在もおらず、四苦八苦して国を運営していたもののうまくいっているとは言えず、七賢人の策略でシェアが0%になってしまい、一時は女神の力を完全に失ってしまった。プルルートいわく、粗暴な性格は泣き虫で気弱な性格を守るためらしい。
とあるクエストでは身分を隠して依頼を出してくる。
単体エグゼドライブは「ハードブレイク」。前作までは追加攻撃以外は肉弾戦での攻撃だったが、本作では全てハンマー・斧を使用して攻撃するようになった。
『V』のみ、DLCにより、｢ZANAC｣を習得する。他3人と違い、クリエイターと名のつくスキルは習得しない。
ハードフォームは「両刃斧」。
ベール / グリーンハート
声 - 佐藤利奈
神次元のリーンボックスの女神であり、並行存在のベール。モデルはXboxに変更されている。
序盤はその国自体が確認できないが、海外軍事国家リーンボックスの女神として、三国の争いに乗じて侵攻する。女神自ら素性を画して諜報活動に出ていたが、超次元での素性を知るネプテューヌにはすぐにばれた。
元のベールと同様、行き過ぎたゲームオタクである。胸が大きくなり、変身前後の衣装と言動も胸の大きさを強調する。女神化した際は黒基調となっている。ノワールとブランとは違い、序章のある戦闘イベントで使用するプロセッサユニットは新型Xbox 360風になっている。最終的に入手できるものは少し危険な色合いになっている。また、武器は前作では変身後はランス型の槍に変化していたが、本作では変身前と同じスピア型の槍のままになっている。
大人びた雰囲気であり、やや他の4人に比べると一歩引いた扱いを受けることがあるが、もう少し砕けた接し方を望んでいる様子。
ネプギアが気に入ったらしく、勝手に妹扱いしている（合体技まである）。が、ピーシェが仲間になると彼女に執心になる（上記の経緯もあり、唯一自分をあだ名で呼んでくれたため）。
リーンボックスの存在が判明する前にも少しだけ登場する。また、追加イベント『ベールさんのアイドルプロデュース』シリーズでは、超次元の彼女が主人公を務める。
単体エグゼドライブは「スパイラルブレイク」。本作では変身後も槍がスピア型のままになったため、追加攻撃では女神化時は砲撃ではなく、変身前と同じ投げ槍で止めを刺す。
『V』のみ、｢エルスリード｣（DLC）と｢クリエイターランス毛利｣｢名人領域グランドクロス｣（レジェンドセブン）を習得する。なお、クリエイターと名のつくスキル3つは、全て本人の顔の実写画像が使われている。
ハードフォームは「双槍」。
イストワール
声 - かないみか
並行存在のイストワール。正式の役職名は未登場だが、ソーシャルゲーム『ネプテューヌコレクション』（サービス終了済み）での彼女のカードは「女神補佐」と区別する。
『mk2』と違い、こちらの性格と口調は初代解放後の彼女に近く、台詞テキストも顔文字付きである（ただしこちらは漢字も使う）。外見と体のサイズも元のイストワールより幼い。別次元との交信も可能だが、処理速度は超次元のイストワールよりも遅い。機能不足はコンプレックスであり、指摘されると怒る。
サイズは手乗りサイズであり、ネプテューヌは彼女のことを「ちっちゃいーすん」や「かわいーすん」と呼ぶ。
元の世界にもイストワールは存在しており、こちらは『mk2』と『Re;Birth2』に登場した彼女本人である（台詞もいたって普通である）。処理速度は早い。なお、少なくとも万単位のページがある取扱説明書があるらしい。シェアを代価にして次元を超える機能を持っている。『Re;Birth3』パーティキャラクターとしてのイストワールは『Re;Birth2』の超次元の方である。
コンパ
声 - 酒井香奈子
この世界では赤ん坊状態で登場。アイエフ（赤ん坊）やピーシェと違い、手のかからないとてもいい子。ネプテューヌが大好きで、「ねぷねぷのお嫁さんになる」と言い続けている。子供のころから既に注射器を使用でき、胸もブランより大きい。作中で旧作の姿まで成長し（立ち絵が一新）、性格も元のコンパに近い。こちらは看護学生のまま、教会では家事を担当する。彼女が作るお菓子は他国の女神にも好評。
DLCによって戦闘参加可能。『V』は子供仕様限定だが（ストーリーには関わらない）、『Re;Birth3』では『Re;Birth2』仕様も使用可能。子供仕様は相変わらず巨大な注射器を振り回す回復役だが、通常攻撃は女神候補生と同じく遠距離戦専用である。追加メーカーキャラと絡むイベントが5と6章限定（メインシナリオの幼少期）。
単体エグゼドライブはコンパイルハートマークの花火で攻撃する「とーはるいぱんこ」。
アイエフ
声 - 植田佳奈
この世界では赤ん坊状態で登場。小さいころからネプテューヌ、プルルートを見ながら成長するため、自分がしっかりしなきゃ、という思いが人一倍強くなる。が、子供のころから既に中二病である。設定作りとライトノベルが趣味。作中で旧作の姿まで成長し、性格も元のアイエフに近い。本編ではフェイスウィンドウのみで立ち絵がないが、DLC追加イベントでは用意されている。こちらも諜報部員だが、主な仕事は情報収集である（超次元では情報操作などが任務）。そのため、『V』は見聞者として使用可能。2周目以降はストーリー進行に関わらず登場するが、イベントでさらわれていると一時的に使用不可になる。
幼少時におったトラウマにより、プルルートのことは様付けで呼び、アイリスハートになるとひどく怯える。
コンパと同様、DLCによって戦闘参加可能。『Re;Birth3』では『Re;Birth2』仕様も追加。子供仕様の戦闘スタイルは前2作と同じであり、SPスキルもネバーランドシリーズのものである（『Re;Birth2』仕様と異なる）。コンパと同様、追加メーカーキャラと絡むイベントは幼少期シナリオ限定となっている。
単体エグゼドライブは｢人を極めし闘神｣。
コンパとアイエフは超次元にも前作と同一人物が登場する。
ピーシェ / イエローハート
声 - 悠木碧
この世界のアイエフとコンパ同様、神次元のプラネテューヌの教会に預けられた赤ん坊。おバカな性格故に、ネプテューヌとは波長が合うらしく、よく2人で遊んだり、たまに本気でケンカをしたりする。その腕っぷしには目をみはるものがあり、ネプテューヌも将来は自分のライバルになり得る逸材として認めている。
作中で七賢人に囚われてしまい、七賢人側の女神と化し、七賢人が建国した国家「エディン」の守護女神となってしまう。格闘センスは健在の上に、さらに七賢人の改造装置によって強化されており、女神が束になって掛かっても敵わないほど。ただし、相変わらずのおバカである（簡単な漢字が読み書きできるようになった程度である。ただし彼女自身は「ねぷてぬ（ネプテューヌ）よりかしこい」と主張している）。変身後は変身前とは比べ物にならない程胸が大きくなる（ベールより大きい）。また女神と化してしまった故に、アイエフやコンパと違い子供の姿から成長することはない。
ノーマルルートでは最終ボス、それ以外のルートでは彼女も仲間に加えることが出来る。設定通り物理攻撃は強いが、魔法が苦手。七賢人の改造装置によって得た強さはあくまでイベント演出であり、実際の敵仕様はそれほどの強敵ではない（コロシアム除く）。
名前の由来はPCエンジンであり、変身前の服と入手できるプロセッサユニットもPCエンジン、PC-FXに関連するものがモチーフとなっている。
単体エグゼドライブは｢ぴーの必殺技｣。プルルート同様、変身前後でスキル名が変化する。
ハードフォームは「拳型ロケット」。
電撃PlayStation内の「電撃ネプの会」では、「イエローハートにならず、アイエフやコンパと共に人間としてそのまま成長した場合」のピーシェが登場しており、幼少期の性格は鳴りを潜めて、思い出したくない過去としている。
初代コンパ（コンパイル）
声 - 長谷川明子
『V』のDLCパーティメンバーの一人。
コンパイルの擬人化キャラクターであり、会社ロゴは上着に付いている。本作ではコンパの親戚。
『ぷよぷよ』のカーバンクルを擬人化してさらに女性化させたようなデザインだが、コスチュームの露出度が高い。
額の宝石からはビームが出る上、外すと死んでしまうらしい。
カレーライスが大好きであり、エグゼドライブもぷよぷよ＋カレーという意味不明な物となっている。
武器はスプーン型の魔法杖であり、戦闘スタイルは魔法主体である。彼女の通常攻撃も遠距離戦専用である。
DLCが適用される前ではゲハピクとしてのみ登場する。オデコが亡くなった後、旅に出る模様。ふらぷら以外のゲハピクから彼女の目撃情報を得ることもある。
超次元（前作）では初代コンパ、ふらぷらとオデコはギョウカイ墓場の住人「墓場三人娘」として登場していた。神次元のふらぷらは最後までプラネテューヌのゲハピクとして健在である（調子が悪そうにはしている）。
追加イベント「ラジオ・初代コンパステーション」ではパーソナリティとして登場、他の登場人物達のメールを読む（全10回、章ごとに内容が変わる）。
単体エグゼドライブは｢るいぱんこ」。
『Re;Birth3』では名前だけ表示されている。英語版『V』でも彼女だけが未登場。
イザワ
ネプテューヌの依頼により、追加メーカーキャラクターたちを召喚した人物。ネプテューヌとは顔見知りで、お嬢ちゃんと呼んでいる。いずれの追加メーカーキャラクターDLCを適用すると、彼女たちの召喚イベントで登場（声のみ、立ち絵やアイコンもない）。正体は「召喚部長イザワ」。
「召喚部長井沢」というゲハピクが神次元リーンボックスで登場する。
『Re;Birth3』では登場せず、物語上のメーカーキャラクター登場経緯も変更されている。

### 追加メーカーキャラクター
『V』で新参戦となる会社擬人化キャラクター。ただし初代の5pb.とREDと同じく全員DLC専用であり、普通にプレイするだけでは登場しない。また、鉄拳シリーズそのものが擬人化キャラクターとして参戦決定された。また、最初からレベル制限がない。未登場メンバーもいるが、彼女たちはリメイク版である『Re;Birth』シリーズで再登場。
『Re;Birth3』ではDLCだが全員続投の上に、更に『Re;Birth2』で復活参戦した5pb.、ケイブとREDが登場、イベントも用意されている。
ファルコム
声 - 神田朱未
超次元側のベテラン女性冒険家。日本ファルコムの擬人化キャラクターであり、前作と同じくDLCパーティメンバー、『V』は2013年1月17日配信。
ファルコムのDLCを適用すると、両世界のファルコムも登場し、イベント「再会」を完成すると超次元側のファルコムも仲間になる。なお、MAGES.と違い、次元の壁を越えた理由は不明。神次元の彼女が体験した冒険内容が超次元で異なるかは不明。
武器は前作同様の両手剣で、初期武器はドラゴンスレイヤー（強化型もある）。前作とは違い、LUK（運）とAGI（素早い）以外の能力値が良好、特にHPがブラン並み、物理攻撃はピーシェ並みの数値に成長できる。
『V』のみ、ネプギアと仲が良く、彼女のみリリィランクは最初からランク5。合体技も健在。
単体エグゼドライブは｢月竜剣｣。
ファルコム（少女 ver.）
声 - 神田朱未
神次元のファルコムであり、こちらは駆け出しの冒険家少女。
超次元側よりもエステル・ブライトに近い外見だが、直前の冒険でとある樹海の冒険で記憶喪失したことがあり、エグゼドライヴも「ソルブレイカー」。
船旅で嵐に遭遇したの最中、イザワの召喚により助けられ、恩返しのために仲間になる。超次元のファルコムも同じ理由で神次元に辿り着いた。
超次元側に似た、バランス良いのパラメータ持つが、成長後のHPと移動力が超次元側より劣る。ゲーム中での両ファルコムの名前表記は同じ。
MAGES.
声 - 古川かおり
『V』では2013年1月31日配信。MAGES. の擬人化キャラクターであり、本作では「5pb.（前2作のメーカーキャラ）の親戚」として設定されており、顔立ちも5pb.に似ている。会社ロゴはコスチュームに付けていないが、斜めカットの髪型とアクセサリー（帽子と初期武器）と泣きホクロが会社ロゴの特徴と同じ。MAGES.は「メージス」と読む。なお、5pb.ちゃんのインカムなどは彼女が作ったもの。
見た目は白衣コートとゴスロリドレスを着用した、クールかつ大人の女性だが、実は子供アイエフ以上の中二病。自ら「狂気の魔術師」と名乗り、口調が悪役のように尊大で、妙な合言葉や意味深な発言もする。何かしらの組織と連絡を取り合っているときがあるが、本気かどうか不明。ただし魔術と科学知識は本物であり、その二つを組み合わせた科学術式で戦う。神次元の世界に来たのも、彼女が試作した術式がイザワの召喚と呼応した結果であるらしい。『Re;Birth3』では彼女だけではなく、メーカーキャラクター全員が召喚された原因だとされている。
スキルが実体化している以外は100%妄想のアイエフと違い、どこまで本気でどこまで妄想か判断しづらい。メカ好きかつ5pb.の友人でもあったネプギアと意気投合する。アイエフとも意気投合する。
とあるイベントではノワールのことを「助手」と呼ぶ。その「助手」の衣装（DLCコスチューム扱い）を装備すると、ダンジョンでの待機モーションが専用の物になる。
システム上ではラムロム姉妹や初代コンパと同じく魔法使いタイプ。HPが低く通常攻撃が遠距離戦専用である。
単体エグゼドライブは｢神をも冒涜せし禁断の理論｣。
サイバーコネクトツー
声 - 浅野真澄
『V』では2013年1月17日配信。サイバーコネクトツーの擬人化キャラクター。略称をもとにした愛称は登場しないが、ベールとのオンラインゲーム対決イベントで判明したプレイヤーネームは『CC2』。名前が長いが、前述通りマベちゃんと違って略称では呼ばれない。
前向きな元気少女であり、無理矢理に召喚されても怒らず、新しい冒険を期待してパーティ加入する。コスチュームと武器は『The World』（『.hack』シリーズの「劇中ゲーム」）歴代の双剣士メインキャラクターたちに近く、モーションも似ているが（技名はパロティモードの物もある）、犬の耳と尻尾がついている。激昂すると狂戦士のごとく暴れまわる（DLCコスチュームにも、B-stフォームのものがある）。また、.hackシリーズのプレイヤーキャラクターの特徴である模様が体中にあり、顔の模様はサイバーコネクトツーのマークになっている。
彼女も結構なゲーマーで、廃人ゲーマーのベールのギルドに勝利できるほどの腕前を持つ。
地元はフコーカという街。消防防災安全課と連携しで安全を守るの仕事もしている。
単体エグゼドライブは｢究極奥義暗黒双牙滅魂撃｣。アイエフらに似たセンスを醸しているが、これは元々.hack//G.U.のセンス（他の技名も同様）。
ブロッコリー
声 - 沢城みゆき
『V』では2013年1月17日配信。ブロッコリー の擬人化キャラクター。
見た目は可愛いが、性格はかなりの毒舌家。特徴は茶色の髪（鈴を髪飾りとして着けている）に虎猫の帽子と尻尾、語尾に「にゅ」を付けて話す、会社ロゴが付いたセーラー服を着用している。ネプテューヌに「頭身が違う」と言われる程の低身長だが（3Dモデルではピーシェよりも低い）、ブロッコリーがいた世界では普通らしい。移動の足音は他のパーティキャラクターと異なる。
旧作のガストやピーシェと同様、ダンジョン中でリーダーとして設定すると、カメラ視点が彼女の身長に合わせて調整される。「モデルの姉分」の愛称もおまけボイスで登場する。謎の生物「ゲマ」は武器種類として使用する他、イベントではジト目、点目の2種に目が変わる。その際、口のようなものが、若干変わる。別の武器種類は「まじんがっぱ」、巨大サイコロを召喚して攻撃するEXフィニッシュ技も持つ（技名も「うさだにゅ」）。ゲマはノワールを嫌っている。
外見や設定が「デ・ジ・キャラットシリーズ」の登場人物の一人「プチ・キャラット」（本名は「カプチーノ」）とほぼ同一だが、ネプテューヌが勝手に彼女のことを「ぷちこ」と呼ぶとすぐに訂正する。
エグゼドライヴ「目からビーム」はレベルではなくイベントで習得する。『Re;Birth3』でも同様（ただしイベント発生時期が遅れている）。その失敗バージョンもSPスキル「めからびーむ」として実装されており、こちらは回復技となっている。
マーベラスAQL
声 - 原田ひとみ
『V』では2013年2月1日配信。マーベラスAQL の擬人化キャラクター。名前が長いということで、愛称は「マベちゃん」。アホ毛が会社ロゴの形となっている。
とある忍者育成機関が派遣した忍者少女、イザワの召喚によりネプテューヌと合流する。身長は低いが、バストサイズはベールよりも大きく、制服のサイズが小さい。
天然かつ明るい性格だが、ある任務で二人の仲間を失った過去を持つ。今の名前と腰に装備された二振りの刀は彼女達の物だった。好きな食べ物は太巻き。
普段は一振りの小太刀で戦い、腰の二刀はエグゼドライヴなど特定のスキルで使用する。DLCコスチュームには『閃乱カグラ』ライバルキャラクターの一人「未来」の衣装がある。
単体エグゼドライブは「秘伝忍法･乱れ咲き」。
鉄拳
声 - 小松未可子
『V』では2013年3月28日配信。メーカー擬人化ではなくゲームソフトそのものの擬人化。ペンダントトップは「TEKKEN」の形となっている。パンチはいかにも弱々しいのだが、その威力は木をへし折り人を吹き飛ばすほどである。
ズボンとグローブのデザインは鉄拳シリーズのメインキャラクター「三島一八」と同じだが、ズボンは破られてパンツが露出する。
実はマゾの気質があり、いわく｢苦しいのが気持ちいい｣。かつて、体を鍛えるために過酷という言葉も生易しい修行に身を投じた結果、こうなったらしい。
戦闘スタイルは鉄拳シリーズの三島流喧嘩空手。クマの外見は『鉄拳3』または『ストリートファイター X 鉄拳』と同じであり、担当声優は鉄拳シリーズのプロデューサー「原田勝弘」。
5pb.（ファイブピービー）
声 - nao
『V』では未登場だった旧作のメーカーキャラクター。『Re;Birth3』で追加。
5pb.の擬人化キャラクター。
ケイブ
声 - 高橋まゆこ
『V』では未登場だった旧作のメーカーキャラクター。『Re;Birth3』で追加。
CAVEの擬人化キャラクター。
RED
声 - 伊藤かな恵
『V』では未登場だった旧作のメーカーキャラクター。『Re;Birth3』で追加。
レッド・エンタテインメントの擬人化キャラクター。

### Steam版『Re;Birth3』追加キャラクター
Steam版『Re;Birth3』の追加コンテンツにて新たに追加されたキャラクター。『VII（VIIR）』の彼女と同一人物である。ストーリーへの関与はない。人物像については『新次元ゲイム ネプテューヌVII』を参照。
天王星うずめ / オレンジハート
声 - 本多真梨子

### 七賢人
神次元の世界で活動していた、本作の敵組織。女神の専制国家を廃し、正しい規制を元に平等な社会を作るというスローガンを掲げ、女神の存在をなくすために行動しているが、一部のメンバーは野望のために七賢人側の守護女神「イエローハート」を擁立している。一部を除いて、メンバー全員が根からの悪人ではない。そのスローガンと3人のメンバーの元ネタが規制条例またはその推進派、他の4人がマジコン問題とハッキング事件をモチーフしたキャラクターである。ゲーム中、自己紹介とともに専用ロゴが表示されるという演出が用意されている他、ビジュアルブックにはそのロゴにキャッチコピーなどが追加されている。
キセイジョウ・レイ
声 - 小林ゆう
七賢人の一人。名目上はリーダーだが、気弱な性格のせいで、よく他のメンバーにいじられている。何かしらの事態が発生しても慌てふためくだけで役立たずであり、周囲からも基本的に罵倒しかされない。加えて責任意識も低く、自分は悪くないと発言することも（実際は彼女の介入で事態が悪化することが多い）。ただし、彼女を下に見るという形で、個性が強すぎる七賢人をまとめることには成功している。キャッチコピーはないが、ロゴは白と黒の翼をあしらったものである。
超次元の世界もただの人間として並行存在が存在している。こちらも反女神市民団体のリーダー（気弱）だが、ある出来事で力を得て、ネプテューヌを神次元の世界へ飛ばし、その性格と市民団体も歪んでいく。展開次第で、どちらのレイもクロワールの手で豹変させられてしまう。
実は神次元側における最初の国「タリ」の女神だったが、身勝手に振舞った結果、反乱により国は滅亡してしまう。このことはタリ・ショックとして、実在したかどうかも不明な伝説として伝わった。その結果、責任を逃れたい意識から女神システムが間違いと思い込み、七賢人を設立した。女神化した経緯は本人ももう覚えていないが、少なくとも女神化したのは30間近だったらしい。男性とは手をつないだこともない。
女神化した彼女の性格は変身前と同一人物とは思えないほど傲慢で高圧的（正確には、元から力を得ると異常なまでに調子に乗るところがあり、それが表面に出た）であり、クロワールをハエ虫扱いするほど。その代わり、女神化しても見た目はさほど変化しない（胸は大きくなる）。全ての決着後、この黒いレイをある程度意識的に出せるようになり、目的は違えど再結集した七賢人（3人しかいないが）を能動的にまとめることに成功している。
神次元のレイはネプテューヌたちに自分の過去を説明するために絵を書くのだが、その絵は非常に理解しがたいもので、「画伯」と呼ばわれてしまうことになってしまう。
名前の由来は規制条例、過去の由来はAtari 2600。
アクダイジーン
声 - 梁田清之
七賢人の一人。外見は悪人面をした中年であり、陰謀や悪巧みの類を好んでいる。本名は不明。キャッチコピーは｢1人だけ実写｣。
七賢人の中では（見た目上は）最年長、レイの性格も弱気なので、まとめ役に回ることが多い。世間一般で醜いといわれるものを美しく感じる、独特の美醜感覚を持っている。正体が判明する前は、神次元ルウィーの大臣として登場する（しっかり名前も「ルウィーの大臣」になっている）。
実の娘のように可愛がっているモンスター「クリーチャー」は、女神メモリーに適応できない少女そのものである。クリーチャーたちはその正体と嫌悪感を煽る様相によってエディン発展に貢献していたが、やがて戦闘を拒むようになる。結果、アクダイジーンもルート次第では敗れた後で七賢人を脱退し、引き続きクリーチャーを人間に戻すために尽力する。なお、クリーチャーの外見はアイディアファクトリーのマスコット的存在「ひよこ虫」とほぼ同じである。子供アイエフのアクセサリーも、ひよこ虫のものがある（仲間になった子供アイエフの初期装飾品も「ひよこ虫ストラップ」）。ひよこ虫はコロシアムに別途登場。
女神との戦いでは大型パワードスーツを着用する。パワードスーツなだけあって機械タイプ扱いである。
キャッチコピー通り、彼の外見だけは実写風であり、戦闘シーンの彼の顔は実写取り込みである。モデルは俳優「千本松喜兵衛」。
名前の由来は悪代官。
アブネス
声 - 庄子裕衣
七賢人の一人で広報担当。キャッチコピーは「ロリっ子広報戦士」。ついでに、ロゴは「アブネスちゃん」になっている。
見た目は幼女であるが、実際はそこそこいい歳で幼女と言われると怒る。幼女が女神になって国を治めるというシステムに強い嫌悪感を抱き、七賢人に加わる前から、世界中の幼女を守るために活動している。戦闘能力はかなり低い（イベントで片が付く）。
女神たちに対する言動はただ自身の偏見を押し付けているだけだが、幼女を守りたいという熱意は本物である。主張が極端すぎるので果たして広報に向いているのか不明だが、そもそも他のメンツはアブネス以上に広報に向いていないので消去法的に適役ではある。
誘拐事件の真実を知ったことで七賢人を離反し、ネプテューヌ達に協力する。
彼女の開ける扉はどういう場所であっても横に開く（効果音は自分で入れる）。
コピリーエース
声 - 楠大典
七賢人の一人。ゲームソフトをコピーする旧式違法ツールが自我を持った存在。ロゴには「TVゲームのソフトがあっという間に」「僕の子供も愛用」など、CM風のキャッチコピーが付いている。
自称「最強」・脳筋・パインサラダ好きという、さまざまな意味で長生き出来そうにない性格だが、体のほとんどが機械のため、戦いに敗れて壊されても修理すればまた戦うことができる。コピーツールとは思えないほど好戦的。声が大きいため、周囲から幾度となく注意されるが一向に直さない。というか、そもそも人の話をほとんど聞かない。
一度大破した後にアノネデスによって暑苦しい性格に改造されてしまう。前作のブレイブ・ザ・ハードとは違い、悪人としての自覚も一応ある。なお、改造後はコピー云々の話はしなくなくなり、むしろ物を壊したいだけの性格となっているので、コピーツールとしてのアイデンティティがなくなっている。壊せさえすれば何でもいいため、採掘場なら好きなだけ壊していいと聞いたときは理想郷と評した。なお、破壊魔であることを除けば性格はさわやかでまともなため、鉱員とはとても仲良くなっていた。
採掘場の戦いの後、ブランに修復され、改心する。ただし、外装は張りぼてのお茶くみロボットである（お茶を入れる腕はいい）。この時点では破壊魔という設定すら排除され、もはや外見以外原型がなくなっている。
見た目通りの機械タイプ。人格改造されたため、2戦目以降のボイスパターンは別物に変更される。
名前の由来はファミリーエース＋コピー。
アノネデス
声 - 藤原祐規
七賢人の一人、頭脳担当の凄腕ハッカー。メカニカルなスーツを身に纏い、オネエ言葉を話すオカマ。実はスーツの下はかなりのイケメンである。キャッチコピーは｢ハッキングをさせたら右に出る者はいないお姉系幹部｣｢THE STAIRISH OKAMA｣。
享楽主義者で、ハッキングなどの悪事と、彼がコピリーエースの人格を改造した理由もただ「面白いから」である。ただし、自分で後始末を付けられない行為は嫌悪しており、借りを受けるときっちり返すなど律儀な性格。嘘を平気でつけるタイプ。
メカニカルなスーツを着用しているだけあって、アクダイジーンと同じく機械タイプである。状態異常攻撃が得意。ただし、裏方専門なので、戦闘力はゲームとして見ても低い。
あらゆる面でストライクゾーンなノワールを気に入ったらしく、戦闘時はノワールを優先的に狙ってくる。盗聴器と隠しカメラで観察するのが日課のストーカーで、泣きそうな顔などが特に好み。ノワールとの相性は最悪に近く、簡単に手玉に取ることができる。
名前の由来はアノニマス。
ワレチュー
声 - ニーコ
七賢人の一人、ネズミ界を代表するマスコットのモンスター（自称）。曰く、（不動のツートップがいるので）ネズミ界第三位の人気。キャッチコピーは｢データ吸出しモンスター｣。前作とは別の存在だが、こちらもコンパに惚れており、彼女の頼みを断ることができない。加えて特に忠誠心もないので、ペラペラ情報を喋ってくれる。
出番は多いものの、同型の接触禁止種（巨大化後の姿）を除けば、戦えるのは終盤とコロシアムのみである。本物は巨大化しないため、命中と回避率はかなり高い。
小悪党から幹部になったか、口が悪いのは相変らずであり、レイのことを「年増」、マジェコンヌを「オバハン」と呼ぶ。基本的に雑用係であり、他のメンバーの任務に駆り出されることが多い。全ての決着後、新生七賢人に加わりつつもマジェコンヌの農場で働いているなど無駄に多忙な日々を送っている。
マジェコンヌ
声 - たかはし智秋
七賢人の一人。シリーズを通しての宿敵である。デザインが初代のものであり、ロゴには｢帰ってきた｣と振られている。
前作とは別の存在だが、ネプテューヌに対する強い敵愾心は（平行世界の存在なのに）健在。この辺は本人も理由はよく分かっていない。女神排除という理念にのみ共感を覚え、七賢人に参加する。しかし、まどろっこしい作戦に苛立ちを覚えることも。前の2作品と違い、その正体は謎。
通常の姿と性格は初代に近い。人格が改造されたコピリーエースに振り回される、誘拐作戦を嫌う、最後は意外な策略でネプテューヌに挑むなど、憎めない一面も復活している。他にも、完全に切れたアイリスハートに徹底的に甚振られた結果、長期間にわたり顔が顔文字となり変に陽気になる、という形で精神崩壊を起こしたりなど、苦労が絶えない。
戦闘形態は『mk2』と同じだが、初戦の形態は真マジェコンヌ、3戦目の姿は犯罪神マジェコンヌそのものである。今回は最終ボスではないが、4戦目（サブイベント扱い）を発生しないとトゥルーエンドルートに辿り着けない。その後、上記の策略のために買い占めたナス農場を切り盛りしている（女神への敵対意識がどうなったかは不明）。
上記の設定から、戦闘ではネプテューヌを優先的に狙ってくる。
クロワール
声 - かないみか
レイの協力者、ただし、他の七賢人は面識がない。ネプテューヌが転移されるきっかけを作った張本人にして、事実上の諸悪の根源。
イストワールと同様、本に乗った妖精のような外見だが、彼女と正反対の特徴（黒服、男言葉など）を持つ、ビジュアルブックの英語表記もBLACK HISTOIRE（ブラックイストワール）となっている。レイが女神になった時、いつの間にかいたらしい。
レイの補佐的存在でありながら女神時代の彼女の暴走を止めず、さらに数多くの騒動の裏で暗躍するなど、その性格はアノネデス以上の愉快犯である。グッドエンド以上のルートでネプテューヌ達の前に姿を現し、最終決戦の後で逃亡する。

### Re;Birth3追加キャラクター
メーカー以外の追加キャラクター。今作は敵側の新キャラクターもいる。
ステラ
声 - 本多真梨子
なりゆき☆ダンジョンのプレイヤーキャラクター。物語に登場することはないが、本作ではボイスがついた。
ステラとはRe;Birthシリーズの開発元FELISTELLAのマスコットキャラクター。
バモー、リグー
声 - 大地葉（バモー）、優木かな（リグー）
追加シナリオの敵役。ゲイムギョウ界をソーシャルゲイムギョウ界に作り変えるため、ネプテューヌに戦いを挑む。序盤の戦いでネプテューヌに敗北して逃走し、彼女達と決着をつける事ができるのはトゥルーエンドルートの後日談で、後日談ではタリの反女神派が使用したといわれるロストテクノロジーの遺産を用いて神次元ゲイムギョウ界の人間を洗脳する。
システム上のカテゴリーはマジェコンヌだが、元ネタはソーシャルゲームであり、手駒の召喚手段もガチャ。

## 主題歌
V
オープニングテーマ「神次元!ふぉーちゅん・まてりある」
作詞・歌 - nao / 作曲・編曲 - 前山田健一
エンディングテーマ「ヴィーナス女神っくす!」
作詞 - 桃井はるこ / 作曲・編曲 - 大島こうすけ / 歌 - アフィリア・サーガ・イースト
Re;Birth3
オープニングテーマ「Rave tech(^_^)New world」
作詞 - 山下慎一狼 / 歌・作曲 - nao / 編曲 - RYU
エンディングテーマ「トゥルーエンド プレイヤー」
作詞 - 久下真音 / 作曲・編曲 - Junichi Hoshino / 歌 - アイドルカレッジ